# Cercomacra
Cercomacra – rodzaj ptaków z podrodziny chronek (Thamnophilinae) w rodzinie chronkowatych (Thamnophilidae).

## Zasięg występowania
Rodzaj obejmuje obejmujący gatunki występujące w Ameryce Południowej i Centralnej.

## Morfologia
Długość ciała 13–16,5 cm; masa ciała 14–20 g.

## Systematyka

### Etymologia
Cercomacra: gr. κερκος kerkos „ogon”; μακρος makros „długi”.

### Podział systematyczny
Do rodzaju należą następujące gatunki: 
- Cercomacra manu Fitzpatrick & Willard, 1990 – mrówkowodzik peruwiański
- Cercomacra brasiliana Hellmayr, 1905 – mrówkowodzik brazylijski
- Cercomacra melanaria (Ménétriés, 1835) – mrówkowodzik lśniący
- Cercomacra ferdinandi E. Snethlage, 1928 – mrówkowodzik rzeczny
- Cercomacra nigricans P.L. Sclater, 1858 – mrówkowodzik żałobny
- Cercomacra carbonaria P.L. Sclater & Salvin, 1873 – mrówkowodzik smolisty
- Cercomacra cinerascens (P.L. Sclater, 1857) – mrówkowodzik szary